# Jean-Jacques Henner

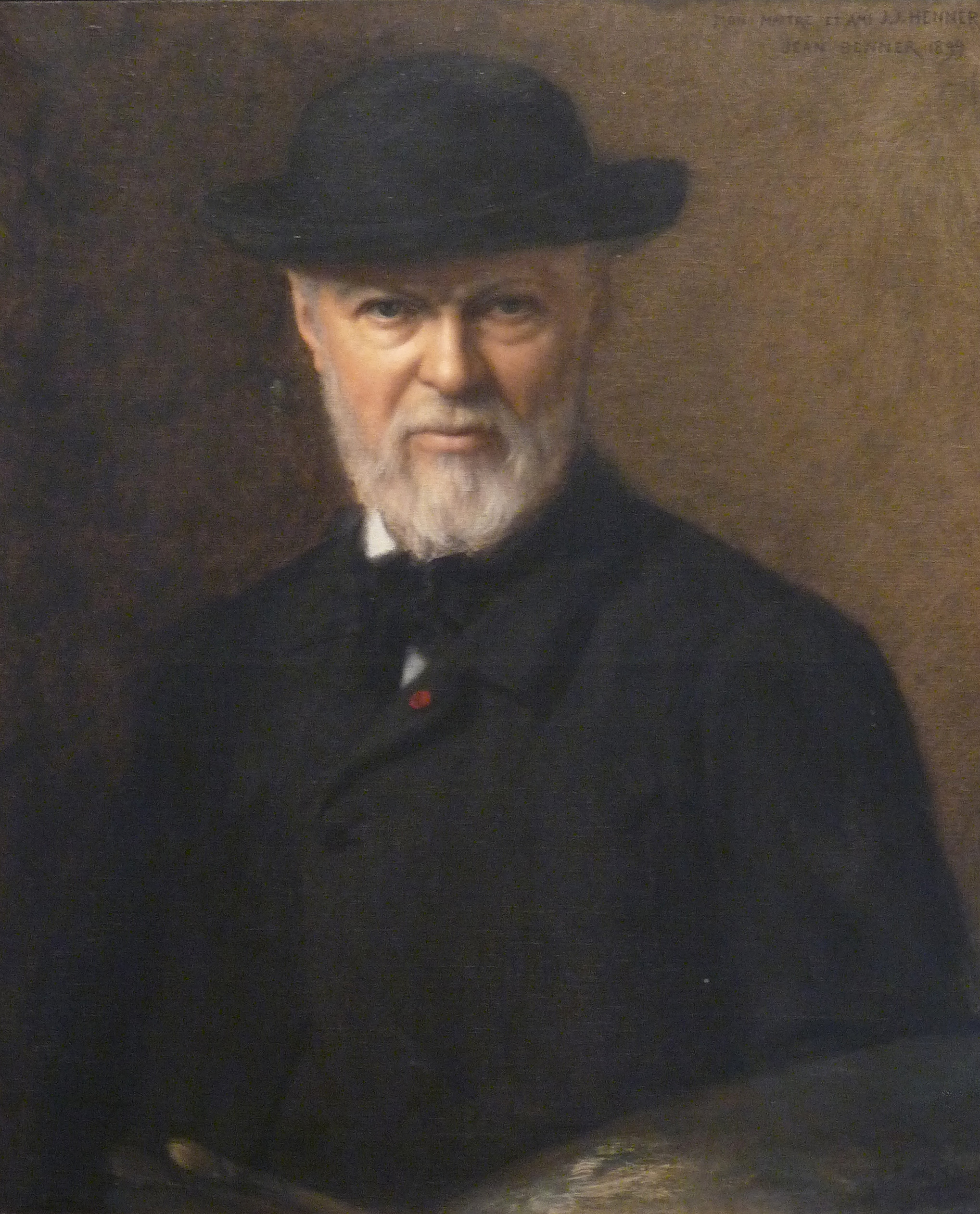
Henner door Jean Benner

Jean-Jacques Henner (Bernwiller, 5 maart 1829 - Parijs, 23 juli 1905) was een Frans academisch kunstschilder. Hij maakte vooral naam met zijn portretten en schilderijen van vrouwfiguren.

## Leven en werk

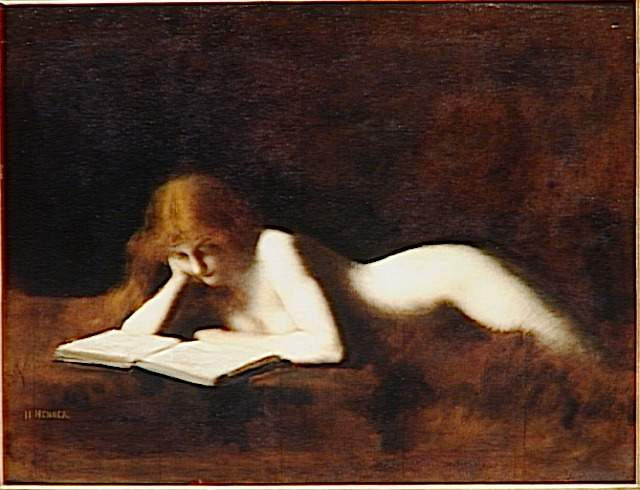
De lezende vrouw (Juana Romani)

Henner werd geboren in een boerenfamilie. Hij kreeg tekenlessen van Charles Goutzwiller (1810–1900) in Altkirch, studeerde vervolgens aan de École des Beaux-Arts te Straatsburg, en legde zich daarna in het atelier van Gabriel-Christophe Guérin (1790–1846) toe op de schilderkunst. In 1846 vertrok hij naar Parijs en schreef zich in aan de École des Beaux-Arts, waar hij leerling was van Michel-Martin Drolling en vanaf 1851 van François-Édouard Picot. In deze periode legde hij zich vooral toe op de portretteerkunst.
Aangespoord door zijn leermeesters exposeerde Henner in 1858 zijn Adam en Eva vinden het lichaam van Abel bij de Académie française en won de Prix de Rome. Met de daarbij behorende studiebeurs kon hij gaan studeren in Rome, waar hij tot 1886 verbleef in de Villa Medici. Hij bestudeerde er het werk van Titiaan en Correggio. In deze periode specialiseerde hij zich op het schilderen van mythologische of Bijbelse vrouwengestalten, vaak naakt of halfnaakt, veelal in een donkere landelijke omgeving, met veel gebruik van sfumato en chiaroscuro.
Na zijn terugkeer in Parijs pakte hij ook de portretteerkunst weer op, vooral omdat dit in die tijd erg lucratief was. De realistische stijl van Henner was destijds, tijdens het fin de siècle, erg populair bij de Parijse bourgeoisie.
Henner had aan het einde van de negentiende eeuw veel vrouwelijke leerlingen, die toen nog niet terechtkonden op de École des Beaux-Arts. Met meerdere van hen had hij een verhouding, onder anderen met Juana Romani, die ook vaak als zijn model fungeerde. In 1905 overleed hij, 76 jaar oud. Veel van zijn werken zijn bijeengebracht in het Parijse Musée Jean-Jacques Henner. Ook het Musée d'Orsay heeft diverse van zijn werken in collectie.

## Galerie

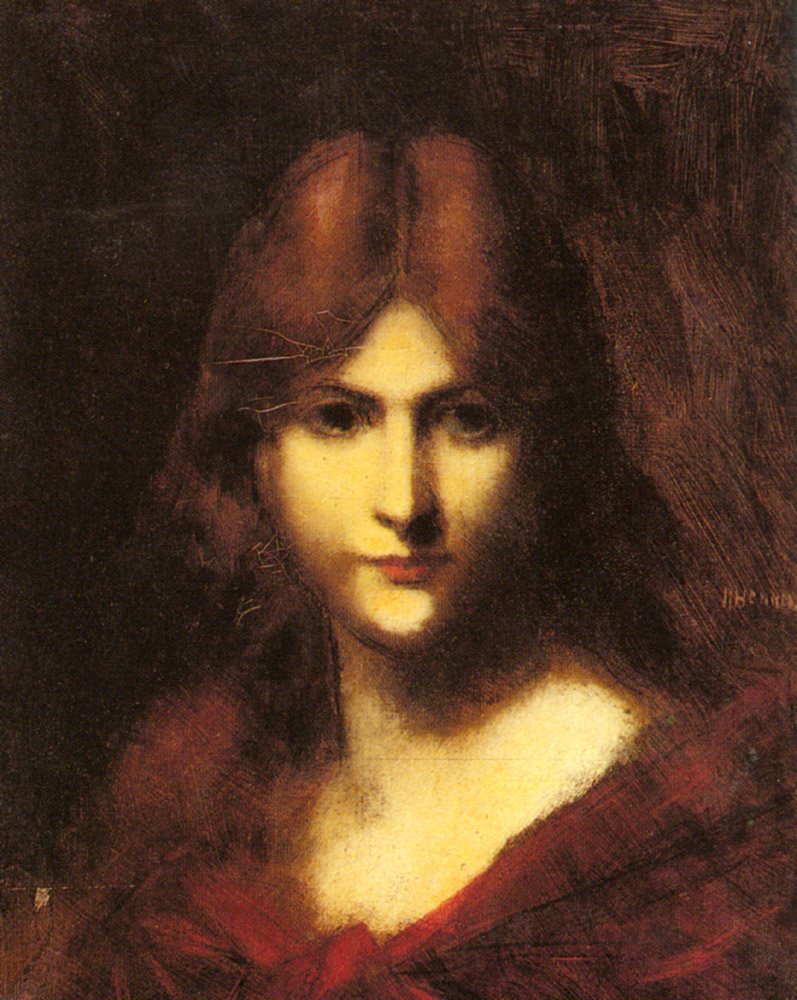
Een roodharige schoonheid
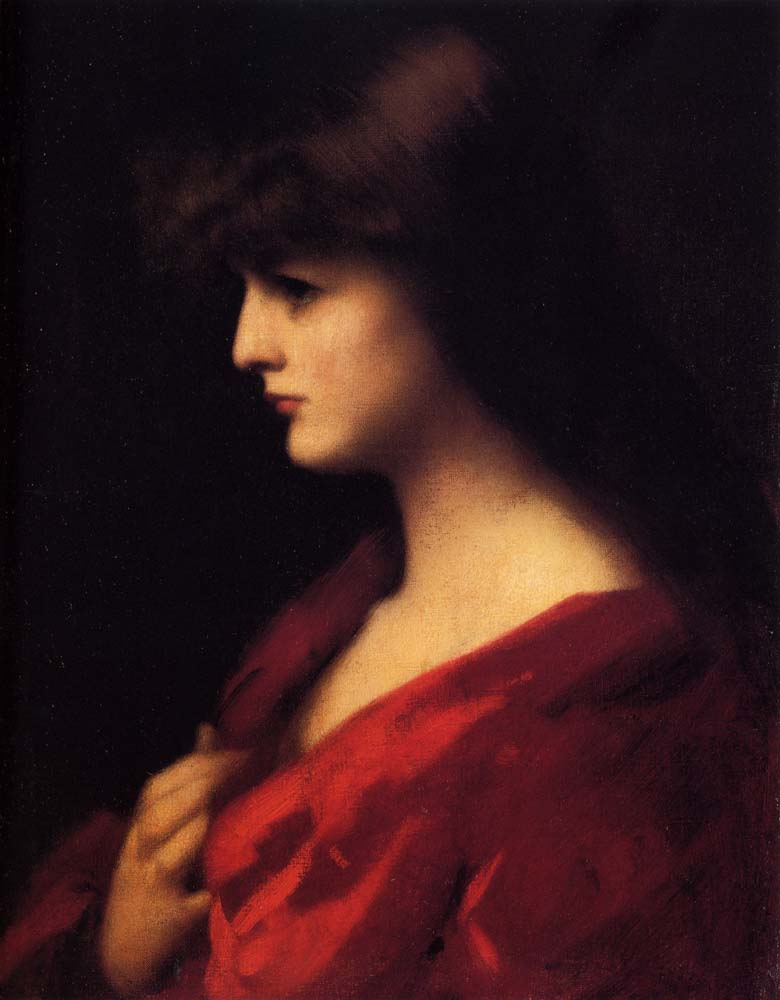
Vrouw in het rood
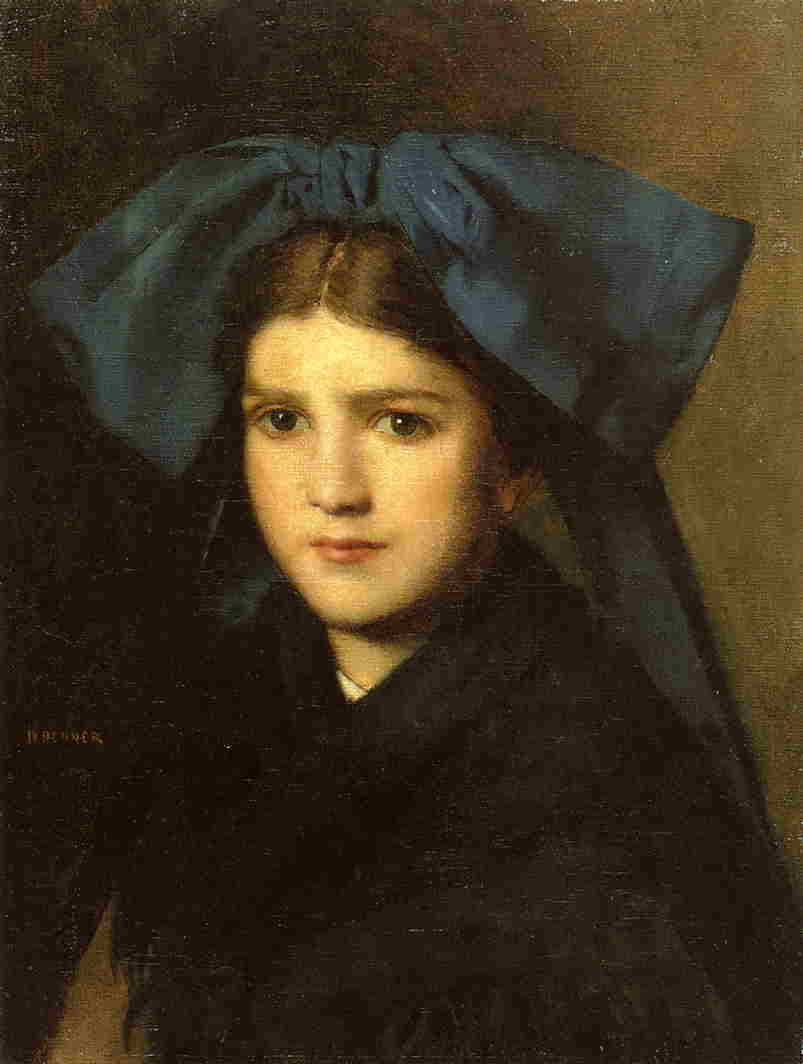
Meisje met een strik in het haar
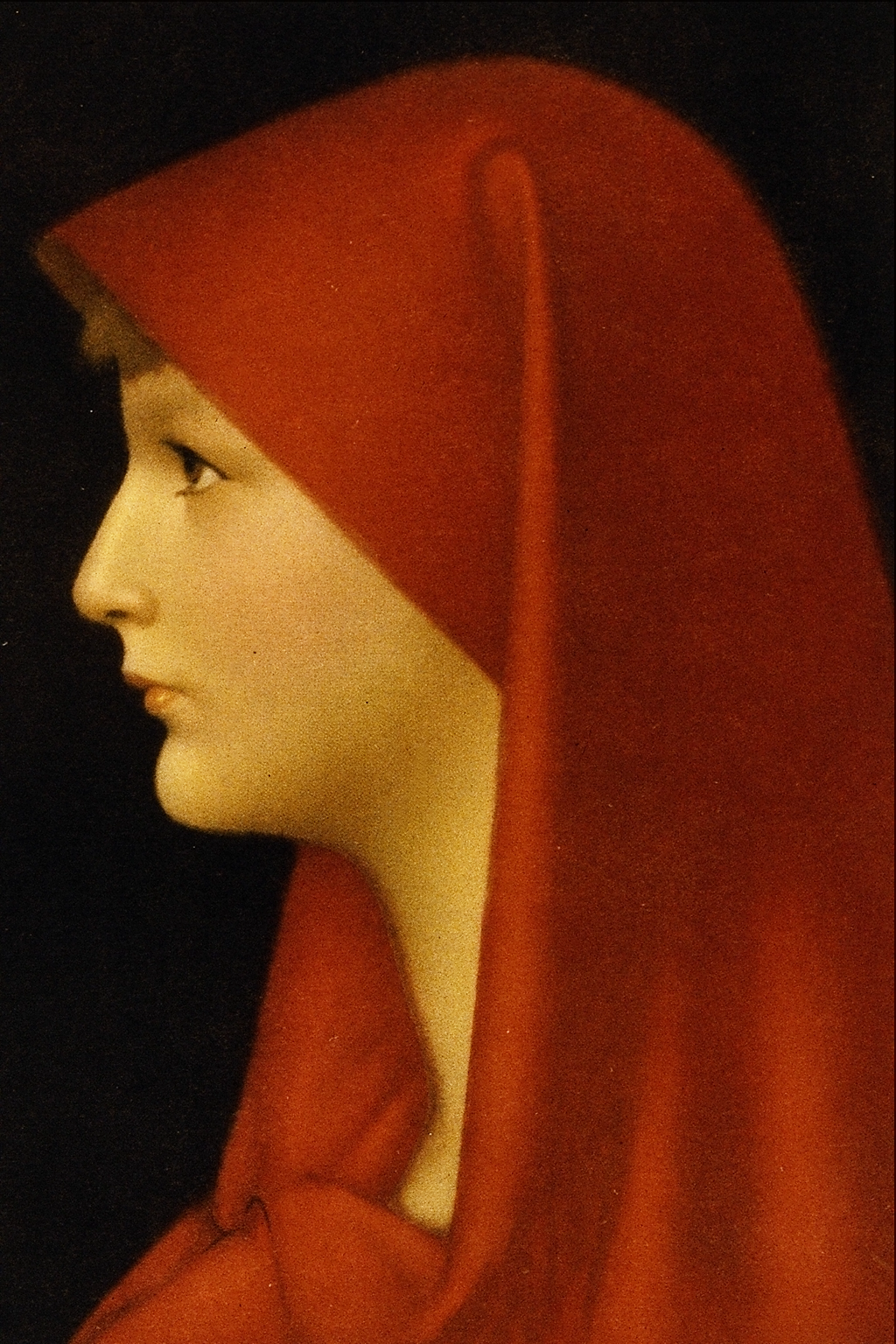
Fabiola
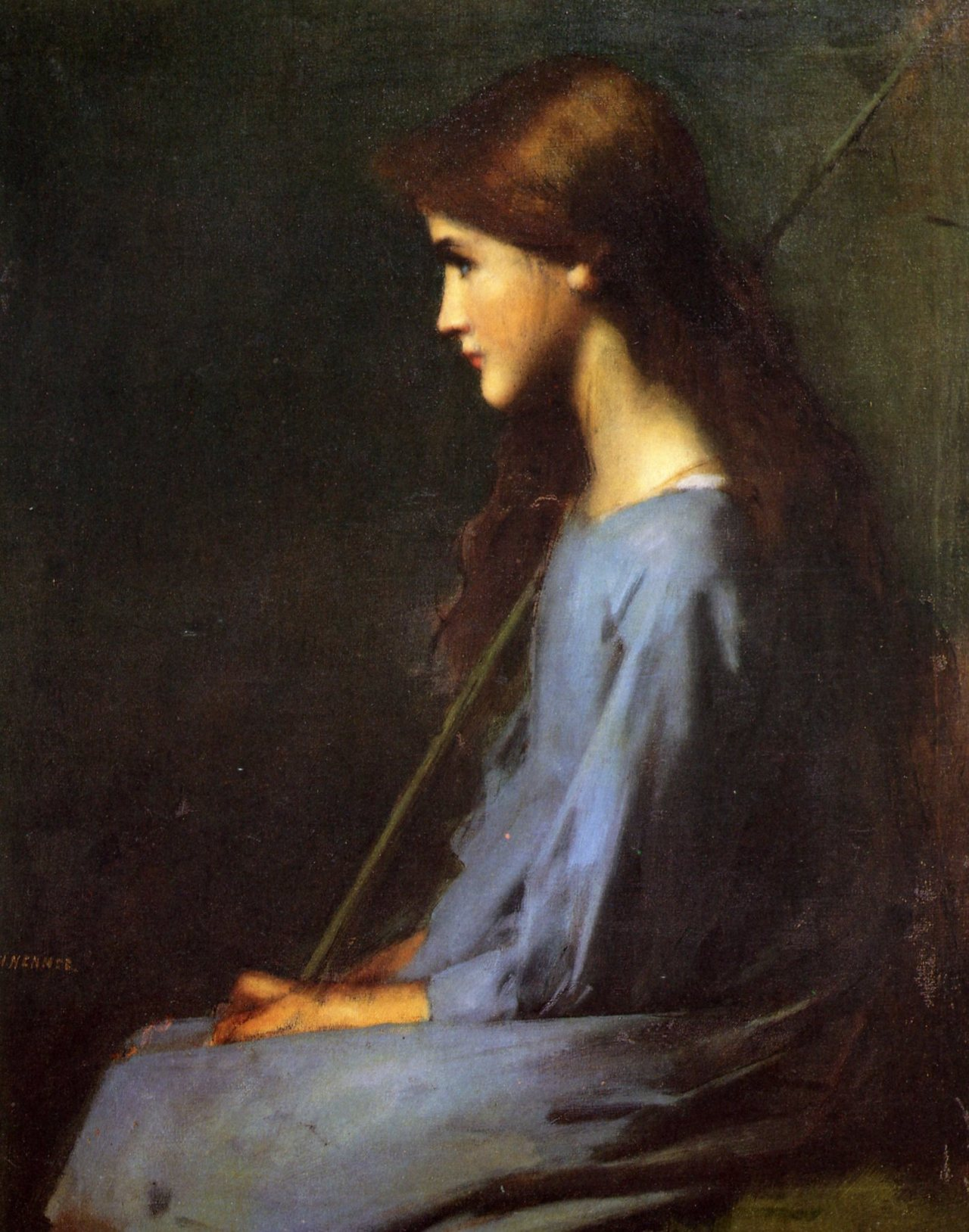
De kleine herderin
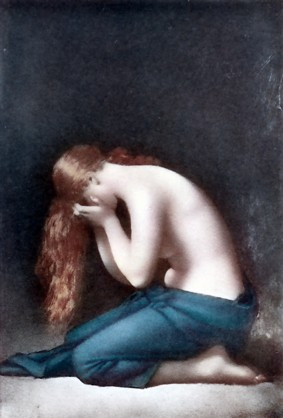
De wenende Magdelena
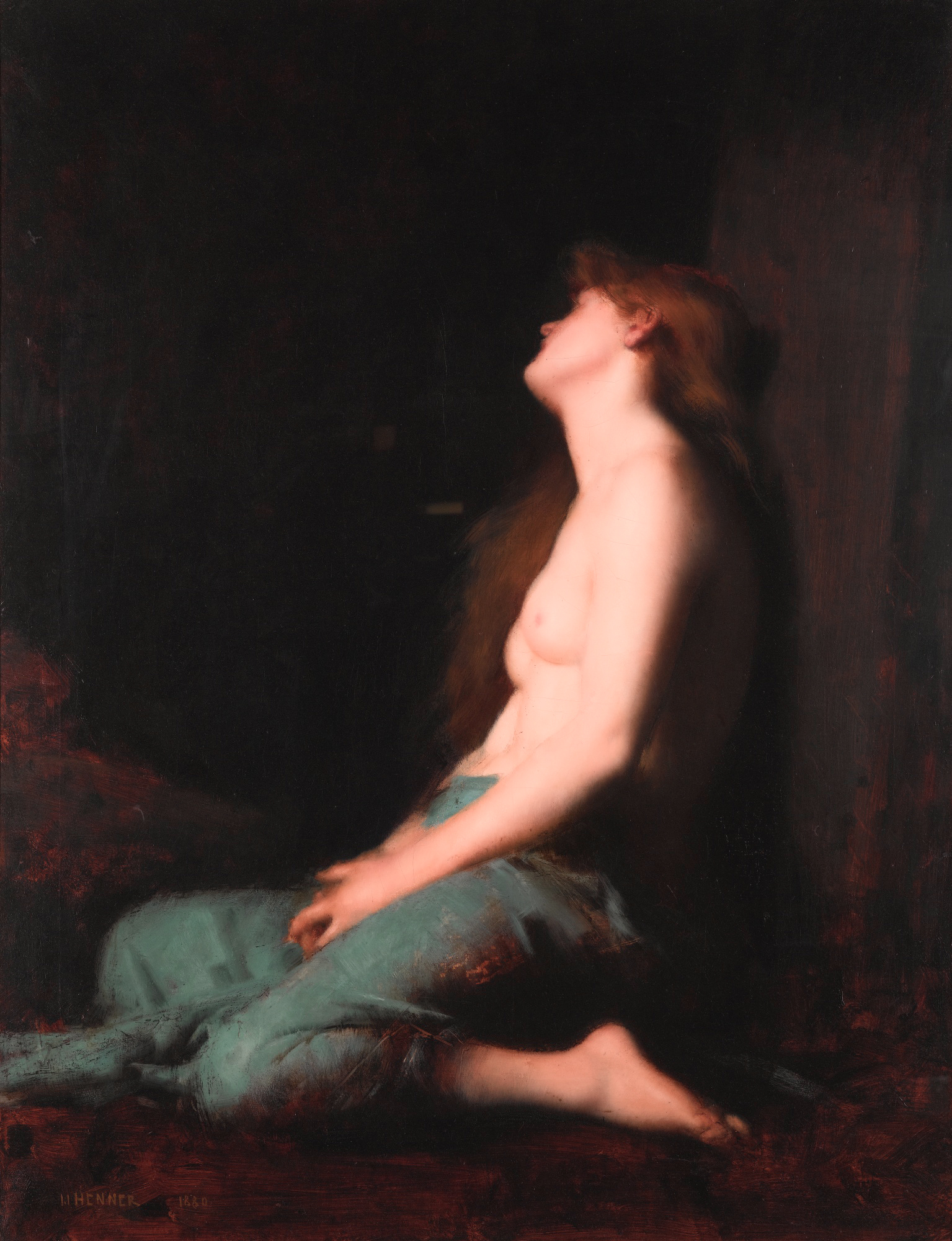
Solitude
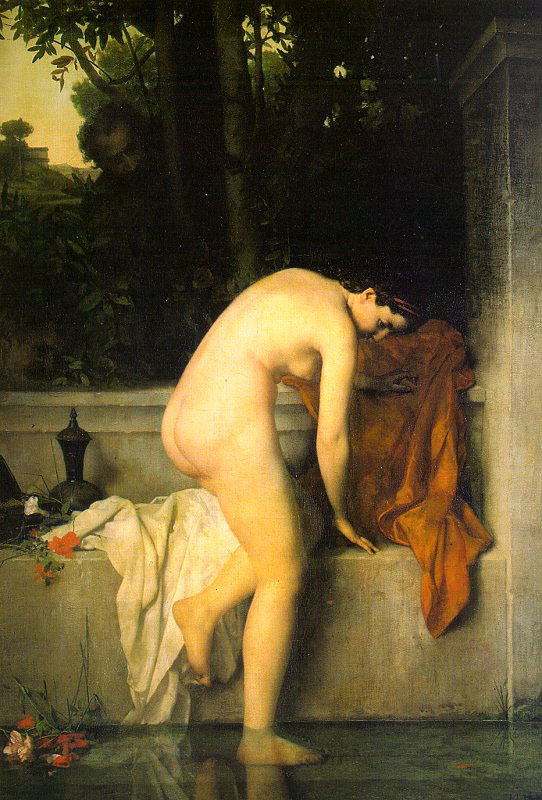
De zedige Susannah